# Brielle Erbacher
Brielle Erbacher (* 28. Februar 1999 in Toowoomba) ist eine australische Leichtathletin, die sich auf den Hindernislauf spezialisiert hat.

## Sportliche Laufbahn
Erste internationale Erfahrungen sammelte Brielle Erbacher im Jahr 2018, als sie bei den U20-Weltmeisterschaften in Tampere mit 10:16,84 min auf Platz 15 über 3000 m Hindernis gelangte. 2022 siegte sie in 9:38,79 min beim Melbourne Track Classic und anschließend siegte sie in 9:57,60 min bei den Ozeanienmeisterschaften in Mackay. Daraufhin schied sie bei den Weltmeisterschaften in Eugene mit 9:40,55 min im Vorlauf aus und belegte dann bei den Commonwealth Games in Birmingham in 10:59,64 min den achten Platz. Im Jahr darauf verpasste sie bei den Weltmeisterschaften in Budapest mit 9:57,11 min den Finaleinzug. 

## Persönliche Bestleistungen
- 1500 Meter: 4:21,41 min, 26. Januar 2022 in Melbourne
- 3000 Meter: 9:10,49 min, 12. März 2022 in Sydney
- 3000 m Hindernis: 9:32,96 min, 29. April 2022 in Stanford